# Michael Mason (piłkarz)
Michael Mason (ur. 28 czerwca 1971 w Kassel) – amerykański piłkarz pochodzenia niemieckiego występujący na pozycji pomocnika.

## Kariera klubowa
Mason jako junior grał w zespołach CSC 03 Kassel oraz FSV Kassel. W 1990 roku przeszedł do KSV Baunatal. W sezonie 1990/1991 grał z nim w trzeciej lidze, a w sezonie 1991/1992 w piątej. W 1992 roku został graczem trzecioligowego KSV Hessen Kassel. Spędził tam 2,5 roku, a na początku 1995 roku odszedł do pierwszoligowego Hamburgera SV. W Bundeslidze zadebiutował 26 maja 1995 w przegranym 1:4 meczu z 1. FC Kaiserslautern. 10 czerwca 1995 w wygranym 3:1 pojedynku z Eintrachtem Frankfurt strzelił pierwszego gola w Bundeslidze. Graczem HSV był do końca sezonu 1996/1997.
W 1997 roku odszedł do drugoligowego FC St. Pauli, gdzie spędził dwa sezony. Potem grał w trzeciej lidze w zespołach FC Gütersloh, FC Carl Zeiss Jena, VfR Aalen, SV 07 Elversberg oraz KSV Hessen Kassel, a także na szczeblu amatorskim w TSG Wattenbach, SV Nordshausen oraz SG Lohre/Niedervorschütz.

## Kariera reprezentacyjna
W reprezentacji Stanów Zjednoczonych Mason zadebiutował 16 marca 1997 w wygranym 3:0 meczu eliminacji Mistrzostw Świata 1998 z Kanadą. W drużynie narodowej rozegrał 5 spotkań, wszystkie w 1997 roku.